# Исаково (Первомайский район)
Исаково — деревня в Первомайском районе Ярославской области России, входит в состав Кукобойского сельского поселения, относится к Крутовскому сельскому округу. 

## География
Расположена в 22 км на северо-запад от центра поселения села Кукобой и в 83 км на северо-запад от райцентра посёлка Пречистое. 

## История
Кирпичная церковь с трапезной и колокольней в селе построена в 1821 году. В церкви было два придела: Николая Чудотворца и Илии Пророка. 
В конце XIX — начале XX века деревня входила в состав Подорвановской волости Пошехонского уезда Ярославской губернии.
С 1929 года деревня являлась центром Исаковского сельсовета Первомайского района, с 1954 года — в составе Крутовского сельсовета, с 2005 года — в составе Кукобойского сельского поселения.

## Население
| 1859 | 1914 | 2002 | 2007 | 2010 |
| ---- | ---- | ---- | ---- | ---- |
| 315  | ↘310 | ↘2   | ↘0   | →0   |

## Достопримечательности
В селе расположены руины Церкви Николая Чудотворца (1821).